# Прохоров, Юрий Евгеньевич
Ю́рий Евге́ньевич Про́хоров (род. 23 марта 1948, Москва, СССР) — советский и российский лингвист, доктор педагогических наук, доктор филологических наук, профессор, ректор ФГБОУ ВПО «Государственный институт русского языка им. А. С. Пушкина» в 2001—2013 годах. Председатель Координационного совета Ассоциации преподавателей русского языка и литературы высшей школы. Вице-президент Российского общества преподавателей русского языка и литературы (РОПРЯЛ). Заместитель Генерального секретаря Международной ассоциации преподавателей русского языка и литературы (МАПРЯЛ). Главный редактор журнала «Русский язык за рубежом». Автор более 170 научных и учебно-методических публикаций, в том числе 6 монографий, учебников и словарей. Заслуженный деятель науки Российской Федерации (2008). Лауреат Премии Президента Российской Федерации (2001).

## Биография
С 1973 года по настоящее время — в Институте русского языка им. А. С. Пушкина: научный сотрудник, заместитель декана, заведующий отделом; в 1980—1984 годах работал директором филиала Института русского языка им. А. С. Пушкина в Братиславе (Словакия). С 1988 по 2001 год — проректор Государственного института русского языка им. А. С. Пушкина по учебной работе; с 2001 по 2013 год — ректор Государственного института русского языка им. А. С. Пушкина.
В 1977 году защитил кандидатскую диссертацию «Лингвострановедческое описание русской афористики в учебных целях»; в 1997 году — диссертацию на соискание учёной степени доктора педагогических наук «Национально-культурные стереотипы речевого общения и их роль в преподавании русского языка как иностранного»; в 2006 году — диссертацию на соискание учёной степени доктора филологических наук «Концепт, текст, дискурс в структуре и содержании коммуникации». В 1997 году получил звание профессора.
Ю. Е. Прохоровым создана авторитетная школа по описанию взаимосвязи языка и культуры с целью их преподавания иностранцам. Под его руководством выполнены и защищены 21 кандидатская диссертация, выступал консультантом по 3 докторским диссертациям. Ученики Ю. Е. Прохорова работают на только в России, но и во многих зарубежных странах: КНР, Вьетнаме, Иране, Судане, Польше, Словакии, Чехии и др.
Последние работы Ю. Е. Прохорова вносят значительный вклад в развитие такого современного направления в отечественной и мировой науке, как когнитивная лингвистика. Разработанное им описание структуры и содержания речевого общения является самостоятельной теорией, не имеющей аналогов в лингвистике. Её основные положения активно развиваются в современной отечественной науке.
Принимал участие более чем 60 международных симпозиумах и конференциях, в том числе: в III—ХI конгрессах МАПРЯЛ (Варшава 1974; Берлин 1978; Прага 1992; Будапешт 1986; Москва 1990; Регенсбург 1994, Братислава 1999, СПб 2003; Варна 2007); международных симпозиумах и конференциях по теории и практике обучения русскому языку в США, КНР, Венгрии, Индии, ФРГ, Словакии, Бельгии, Франции, и др.
Ю. Е. Прохоров является крупным организатором науки. Среди его общественных обязанностей: заместитель генерального секретаря МАПРЯЛ, вице-президент РОПРЯЛ, главный редактор журналов «Русский язык за рубежом» и «Филологические науки», член экспертного совета ВАК РФ по педагогике и психологии, эксперт РГНФ, заместитель председателя диссертационного совета в Гос. ИРЯ им. А. С. Пушкина, член диссертационного совета филологического факультета МГУ, член Межведомственного совета по русскому языку Министерства образования и науки, член Научно-методического совета при Совете безопасности РФ и др.

## Награды и премии
- Заслуженный деятель науки Российской Федерации (14 октября 2008 года) — за большие заслуги в научной деятельности[9].
- Премия Президента Российской Федерации в области образования за 2000 год (30 ноября 2001 года) — за цикл научных исследований и создание учебно-методических разработок на тему «Социокультурные, лингвистические и дидактические аспекты обеспечения межкультурной коммуникации в процессе преподавания русского языка как иностранного» для учебных заведений высшего профессионального образования[10].
- Награждён почётным знаком Министерства образования и науки РФ «Почётный работник высшего профессионального образования Российской Федерации»[11].
- Медаль «В память 850-летия Москвы».
- Медаль А. С. Пушкина (МАПРЯЛ, 2008)[12].

## Публикации
- Русский язык для специалистов. 1982 (в соавт.);
- Прохоров Ю.Е. Русские крылатые выражения // Русские пословицы, поговорки и крылатые выражения. Лингвострановедческий словарь / Фелицына В.П., Прохоров Ю.Е. Ин-т рус. яз. им. А.С. Пушкина. Под ред. Е.М. Верещагина, В.Г. Костомарова. — 2-е изд., испр. и доп. — М.: Русский язык, 1988. — С. 163—270. — 272 с.
- Действительность. Текст. Дискурс. РКИ. — М., 2003. — 266 с.
  - 2-е изд. — М.: Флинта; Наука. 2004. — 224 с.
  - 3-е изд. — М.: Флинта: Наука, 2006. — 224 с.
- Национальные социокультурные стереотипы речевого общения и их роль в обучении русскому языку иностранцев. 4-е изд. — М.: КомКнига, 2006. — 224 с.;
- Русские: коммуникативное поведение. — М.: Флинта: Наука, 2006. — 328 с. (с И. А. Стерниным);
- Учебное пособие «Мы похожи, но мы разные…». 2006 (в соавт.);
- В поисках концепта. — М.: Икар, 2004. — 204 с.
  - 2-е изд. — М.: Флинта: Наука, 2007. − 200 с. (в соавт.);
- Учебно-методический комплекс «Русский язык для всех» (в соавт.).